# Cayaponia bonariensis
Cayaponia bonariensis är en gurkväxtart som först beskrevs av Philip Miller, och fick sitt nu gällande namn av Mart. Crov. Cayaponia bonariensis ingår i släktet Cayaponia och familjen gurkväxter. Inga underarter finns listade i Catalogue of Life.